# Lycée Pierre-Gilles-de-Gennes de Digne-les-Bains
Pour les articles homonymes, voir Lycée Pierre-Gilles-de-Gennes.
Le lycée Pierre-Gilles-de-Gennes est un lycée public de Digne-les-Bains, c’est un lycée d’enseignement général et technologique. Il se situe dans le quartier Saint-Christophe de la commune, et tire son nom du physicien français Pierre-Gilles de Gennes.

## Classement du lycée
En 2015, le lycée se classe 1re sur 8 au niveau départemental quant à la qualité d'enseignement, et 384e au niveau national. Le classement s'établit sur trois critères : le taux de réussite au bac, la proportion d'élèves de première qui obtient le baccalauréat en ayant fait les deux dernières années de leur scolarité dans l'établissement, et la valeur ajoutée (calculée à partir de l'origine sociale des élèves, de leur âge et de leurs résultats au diplôme national du brevet).

## Évolution de l’effectif
| 2009 | 2010 | 2011 | 2012 | 2013 | 2014 |
| ---- | ---- | ---- | ---- | ---- | ---- |
| 561  | 536  | 538  | 578  | -    | -    |

## Formations proposées
Les formations proposées avant la réforme du bac 2018 étaient :
Seconde générale et technologique
- Création et innovation technologiques ; Principes fondamentaux de l'économie et de la gestion ; Sciences de l'ingénieur ; Sciences économiques et sociales ; Sciences et laboratoire.

Première générale ou technologique
- Première S sciences de l'ingénieur
- Première STI génie électronique
- Première STI génie électrotechnique
- Première STL biochimie génie biologique
- Première d'adaptation du bac STI génie électrotechnique

Baccalauréat général
- S série scientifique (en 3 ans):

1. Profil mathématiques
2. Profil physique chimie
3. Profil sciences de la vie et de la terre
4. Profil sciences de l'ingénieur

Baccalauréat technologique
- STI sciences et technologies industrielles (en 3 ans) :

1. Spécialité génie électronique
2. Spécialité génie électrotechnique

- STL sciences et technologies de laboratoire

1. Spécialité biochimie et génie biologique[4]

Depuis l'application de la réforme l'établissement propose ces enseignements à choix:
Seconde générale et technologique :
- Biotechnologies
- Création et innovation technologiques
- éducation physique et sportive
- Langues et cultures de l'antiquité : grec
- Langues et cultures de l'antiquité : latin
- Sciences de l'ingénieur
- Sciences et laboratoire

Première générale :
- Arts : arts plastiques
- Arts : cinéma - audiovisuel
- Histoire-géographie, géopolitique et sciences politiques
- Humanités, littérature et philosophie
- Langues, littératures et cultures étrangères et régionales
- Mathématiques
- Numérique et sciences informatiques
- Physique-chimie
- Sciences de la vie et de la terre
- Sciences de l'ingénieur
- Sciences économiques et sociales

Allant jusqu'au baccalauréat général.
Sont aussi proposées deux filière technologiques à partir de la première, menant à un Baccalauréat Technologique de même mention:
1. STI2D sciences et technologies de l'industrie et du développement durable
2. STL sciences et technologies de laboratoire[5]

## LesBTSproposés
Avant une réorganisation il existait dans l'établissement 2 BTS :
- Domotique (en 2 ans)
- Métiers de l'eau (en 2 ans)

3 BTS sont aujourd'hui proposés par le lycée après le baccalauréat : 
- Fluides, énergies, domotique option C domotique et bâtiments communicants (2 ans)
- Métiers de l'eau (2 ans)
- Techniques et services en matériels agricoles (2 ans)

## Les licences professionnelles proposées
Il existait auparavant 2 Licences professionnelles :
- Licences professionnelles: Électricité et électronique

1. Spécialité électricité et électronique appliquée au bâtiment (en 1 an)

- Licences professionnelles: Protection de l'environnement

1. Spécialité gestion et optimisation des systèmes de traitement de l'eau (en 1 an)

Mais une seule licence est aujourd'hui disponible à la formation dans cet établissement la Licence pro Sciences, technologies, santé mention métiers de la protection et de la gestion de l'environnement (en 1 an)